# Metalimnophila integra
Metalimnophila integra är en tvåvingeart som beskrevs av Alexander 1926. Metalimnophila integra ingår i släktet Metalimnophila och familjen småharkrankar. Inga underarter finns listade i Catalogue of Life.